# FC Drobeta-Turnu Severin
FC Drobeta-Turnu Severin byl rumunský fotbalový klub z Drobeta-Turnu Severin. Založen byl roku 1958. Zanikl roku 2010.

## Bývalé názvy
- 1958 – CFR Turnu Severin
- 1959 – Metalul Turnu Severin
- 1974 – CSM Drobeta-Turnu Severin
- 1985 – AS Drobeta-Turnu Severin
- 1990 – FC Drobeta-Turnu Severin

## Úspěchy
- Liga II

2. místo (1): 1989–90
- Liga III

Vítěz (3): 1971–72, 1980–81, 1983–84
2. místo (8): 1958–59, 1963–64, 1967–68, 1976–77, 1977–78, 1995–96, 1996–97, 1997–98